# Matija Erjavec
Matija Erjavec, slovenski rimskokatoliški duhovnik, * 12. februar 1836, Kriška vas, † 14. junij 1908, Vipava

## Življenje in delo
Rodil se je očetu Matiji st. in materi Mariji (roj. Lokar). Po končanem študiju bogoslovja v Ljubljani je šolsko leto 1859/1860 prebil v bogoslovju kot semeniški duhovnik. Dve leti starejši bratranec Fran Erjavec ga je seznanil s prirodopiscem Ferdinandom Schmidtom in drugimi kranjskimi naravoslovci in skupaj so prekrižarili velik del slovenske zemlje ter iskali redke žuželke in polže. S Franom Erjavcem sta med počitnicami sama raziskovala kraške jame Podpac pri Krki, pod Šmarno goro, Ihanu in drugje. Leta 1860 je bil nastavljen za kaplana v Črnem Vrhu nad Idrijo, od koder je septembra 1864 prišel za kurata v Podkraj. Nato je služboval še v drugih krajih. Za župnika in dekana v Vipavi je bil slovesno umeščen 29. oktobra 1882 in tu ostal vse do tragične smrti, ko ga je v pisarni umoril ropar. Zaradi zaslug v cerkvenem in javnem življenju je bil leta 1882 imenovan za duhovnega svetnika ljubljanske škofije, leta 1907 pa ga je cesar  Franc Jožef I. imenoval za častnega kanonika stolnega kapitlja v Ljubljani. Erjavec je bil dejaven tudi na gospodarskem področju. Bil je glavni pobudnik za ustanovitev Vipavske vinske zadruge v Vipavi leta 1894 ter izvoljen v njen nadzorni svet. Na njegovo pobudo je bila leta 1896 ustanovljena tudi Hranilnica in posojilnica v Vipavi, Erjavec pa je postal njen prvi predsednik. Leta 1904 se je zavzemal za gradnjo železnice skozi Vipavo. Proga naj bi potekala na relaciji Ajdovščina - Razdrto ali vsaj Ajdovščina -  Podnanos. 